# David Hyde Pierce
 Der er for få eller ingen kildehenvisninger i denne artikel, hvilket er et problem. Du kan hjælpe ved at angive troværdige kilder til de påstande, som fremføres i artiklen.

David Hyde Pierce (født 3. april 1959 i Saratoga Springs, New York) er en amerikansk skuespiller og komiker. Mest kendt er Pierce for at i elleve år at have spillet rollen som Niles Crane i den amerikanske komedieserie Frasier.

## Barndom og tidlige år
David Hyde Pierce blev født i Saratoga Springs, New York som det yngste barn af to brødre og to søstre. Forældrene hed George Hyde Pierce og Laura Marie Hyde Pierce.
Pierce blev tidligt i livet interesseret for det kreative og kunstneriske. Allerede som barn viste han tegn på yderlig musikalsk talent gennem sin markante fascination for piano. Ofte optrådte han med at spille orgel i byens lokale kirke.
Under sine teenage-år i high school begyndte Pierce skuespil, hvilket ledte til at han blev kendt som den bedste dramatiske teaterelev, og fik for sine præstationer på scenen The Yaddo Medal karaktersstipendium.

### Film
Selvom at Pierces største engagement ligger i teatret, optræder han indimellem i spillefilm. For eksempel medvirkede han sammen med Jodie Foster i Little Man Tate, med Jack Nicholson i Wolf, samt med Robin Williams i The Fisher King. Pierce spillede også Meg Ryans bror i den tidløse klassiker Søvnløs i Seattle. I år 2010 spillede Pierce hovedrollen i thrilleren The Perfect Host.

### Stemmeskuespilleri
Pierce har også gjort sig kendt for sin distinkte og specielle stemme, og er derfor ofte blevet bedt om at medvirke som stemmeskuespiller i adskillige film og tv-serier. Blandt andet har han anvendt sin stemme i Disneys Græsrødderne (A Bug's life) och Skatteplaneten. I filmen Hellboy lagde Pierce stemme til Abe Sapien. I kult tv-serien The Simpsons er Pierce en tilbagevende gæsteskuespiller, hvor han gestalter Cecil Terwilliger, Sideshow Bobs yngre bror.

### Privatliv
Efter flere års mediespekulationer om Pierce seksuel orientering meddelte Pierce i 2007 gennem sin publicist at han havde et forhold med manuskriptforfatteren, instruktøren og producenten Brian Hargrove. Pierce og Hargrove giftede sig i Californien 24. oktober 2008, præcis inden Proposition 8 antoges som lov i delstaten. De bor nu sammen i New York og Los Angeles.
Pierce er privat stærkt engageret i kampen mod Alzheimers sygdom.

## Udvalgt filmografi

### Film
- Little Man Tate (1991)
- The Fisher King (1991)
- Sleepless in Seattle (1993)
- Det bli'r i familien Addams (1993)
- Wolf (1994)
- Nixon (1995)
- Græsrødderne (1998)
- Isn't She Great (2000)
- Chain Of Fools (2000)
- On the Edge (2001)
- Wet Hot American Summer (2001)
- Full Frontal (2002)
- Treasure Planet (2002)
- Down with Love (2003)
- Hellboy (2004)
- The Perfect Host (2010)

### TV
- The Powers That Be (1992)
- Frasier (1993 - 2004)
- Caroline In The City (1996-1997)
- Mighty Ducks (1996)
- The Outer Limits (1996)
- The Simpsons (1997 - 2007)
- The Amazing Screw-On Head (2006)

## Teater
- Beyond Therapy (1982)
- The Heidi Chronicles (1990)
- A Wonderful Life (2005)
- Children And Art (2005)
- Curtains (2008)
- Spamalot (2009)
- Accent on Youth (2009)
- La Bête (2010 - 2011)
- Vanya and Sonia and Masha and Spike (2012)